# Mazières-en-Gâtine
Pour les articles homonymes, voir Mazières (homonymie).
Mazières-en-Gâtine est une commune du Centre-Ouest de la France située dans le département des Deux-Sèvres, en région Nouvelle-Aquitaine.
Ses habitants sont appelés Mazièrois et Mazièroises.

## Géographie

### Géographie physique de la Gâtine vendéenne
La Gâtine vendéenne est une région de vallons granitiques et de bocage située sur les contreforts sud-est du Massif armoricain. Elle correspond approximativement à l'arrondissement de Parthenay. Le mot gâtine signifie « terre gâtée », c'est-à-dire « mauvaise terre ».
La Gâtine est le véritable réservoir d'eau de l'ex région Poitou-Charentes : malgré des épisodes récents de sécheresse, le climat océanique apporte environ 1 000 mm de précipitations annuelles. L'Autize, affluent de la Sèvre Niortaise prend sa source sur la commune de Mazières.

### Situation de Mazières
Ancien chef-lieu de canton, Mazières-en-Gâtine est situé à l'extrême sud de la Gâtine, aux portes de la Plaine (pays de Niort et de Saint-Maixent-l'École), à 25 km au nord de Niort, 15 km au sud de Parthenay, 30 km du Marais Poitevin, 67 km de Poitiers et 95 km de La Rochelle.
La commune fait partie du canton de La Gâtine, dont le bureau centralisateur se trouve à Secondigny. Elle fait également partie de la Communauté de communes Val-de-Gâtine depuis le 1er janvier 2017.
Selon les données de l'Institut Géographique National, le centre géographique du département des Deux-Sèvres est représenté par la commune de Mazières-en-Gâtine.
D'un point de vue statistique, elle est rattachée au bassin de vie de Parthenay et au bassin d'emploi de Niort.
Selon le classement de l'INSEE établi en 1999, la commune était une commune rurale non polarisée.
Au 1er janvier 2018, Mazières-en-Gâtine est une commune multipolarisée, entre les aires urbaines de Niort, de Parthenay et de Saint-Maixent-l'École.
Au 1er janvier 2020, la notion d'aire urbaine est abandonnée par l'INSEE au profit de l'aire d'attraction. Mazières-en-Gâtine est alors intégrée dans l'aire d'attraction de Niort.

### Voies de communication
Mazières-en-Gâtine se trouve sur l'axe routier Calais-Bayonne, qui a aujourd'hui perdu beaucoup de son importance du fait de l'expansion du réseau autoroutier national et régional.
La commune est située à 13 km de l'échangeur « Niort Nord » de l'autoroute A83 (Nantes-Niort), qui se raccorde un peu plus loin à l'autoroute A10 (Bordeaux-Niort-Paris).
Depuis 2004-2005, le désenclavement routier, la pression démographique de l'agglomération de Niort et un cadre de vie préservé permettent à la commune de retrouver un certain dynamisme économique et démographique (installation de PME, création de lotissements communaux et privés, réhabilitation des maisons du centre bourg, maintien / agrandissement de commerces de proximité, création d'une zone d'activités à proximité de la nouvelle rocade inaugurée le 25 octobre 2008, et mise en service le 27 octobre 2008).
Il existe par ailleurs un projet de réouverture de la ligne de chemin de fer Niort-Parthenay-Bressuire, avec réouverture de la gare de Mazières-en-Gâtine.

### Climat
Pour des articles plus généraux, voir Climat de la Nouvelle-Aquitaine et Climat des Deux-Sèvres.
Historiquement, la commune est exposée à un climat océanique du nord-ouest.
En 2020, Météo-France publie une typologie des climats de la France métropolitaine dans laquelle la commune est exposée à un climat océanique et est dans la région climatique  Poitou-Charentes, caractérisée par un bon ensoleillement, particulièrement en été et des vents modérés.
Pour la période 1971-2000, la température annuelle moyenne est de 11,5 °C, avec une amplitude thermique annuelle de 15,1 °C. Le cumul annuel moyen de précipitations est de 1 049 mm, avec 13,3 jours de précipitations en janvier et 7,4 jours en juillet. Pour la période 1991-2020, la température moyenne annuelle observée sur la station météorologique la plus proche, située sur la commune de Secondigny à 11 km à vol d'oiseau, est de 11,9 °C et le cumul annuel moyen de précipitations est de 1 097,1 mm,. Pour l'avenir, les paramètres climatiques de la commune estimés pour 2050 selon différents scénarios d’émission de gaz à effet de serre sont consultables sur un site dédié publié par Météo-France en novembre 2022.

## Urbanisme

### Typologie
Au 1er janvier 2024, Mazières-en-Gâtine est catégorisée commune rurale à habitat dispersé, selon la nouvelle grille communale de densité à sept niveaux définie par l'Insee en 2022.
Elle est située hors unité urbaine. Par ailleurs la commune fait partie de l'aire d'attraction de Niort, dont elle est une commune de la couronne,. Cette aire, qui regroupe 91 communes, est catégorisée dans les aires de 50 000 à moins de 200 000 habitants,.

### Occupation des sols
L'occupation des sols de la commune, telle qu'elle ressort de la base de données européenne d’occupation biophysique des sols Corine Land Cover (CLC), est marquée par l'importance des territoires agricoles (81,7 % en 2018), en diminution par rapport à 1990 (84,4 %). La répartition détaillée en 2018 est la suivante : 
terres arables (39,2 %), prairies (21,9 %), zones agricoles hétérogènes (20,6 %), forêts (6,1 %), espaces verts artificialisés, non agricoles (4,1 %), zones urbanisées (4 %), mines, décharges et chantiers (3,3 %), zones industrielles ou commerciales et réseaux de communication (0,8 %). L'évolution de l’occupation des sols de la commune et de ses infrastructures peut être observée sur les différentes représentations cartographiques du territoire : la carte de Cassini (XVIIIe siècle), la carte d'état-major (1820-1866) et les cartes ou photos aériennes de l'IGN pour la période actuelle (1950 à aujourd'hui).

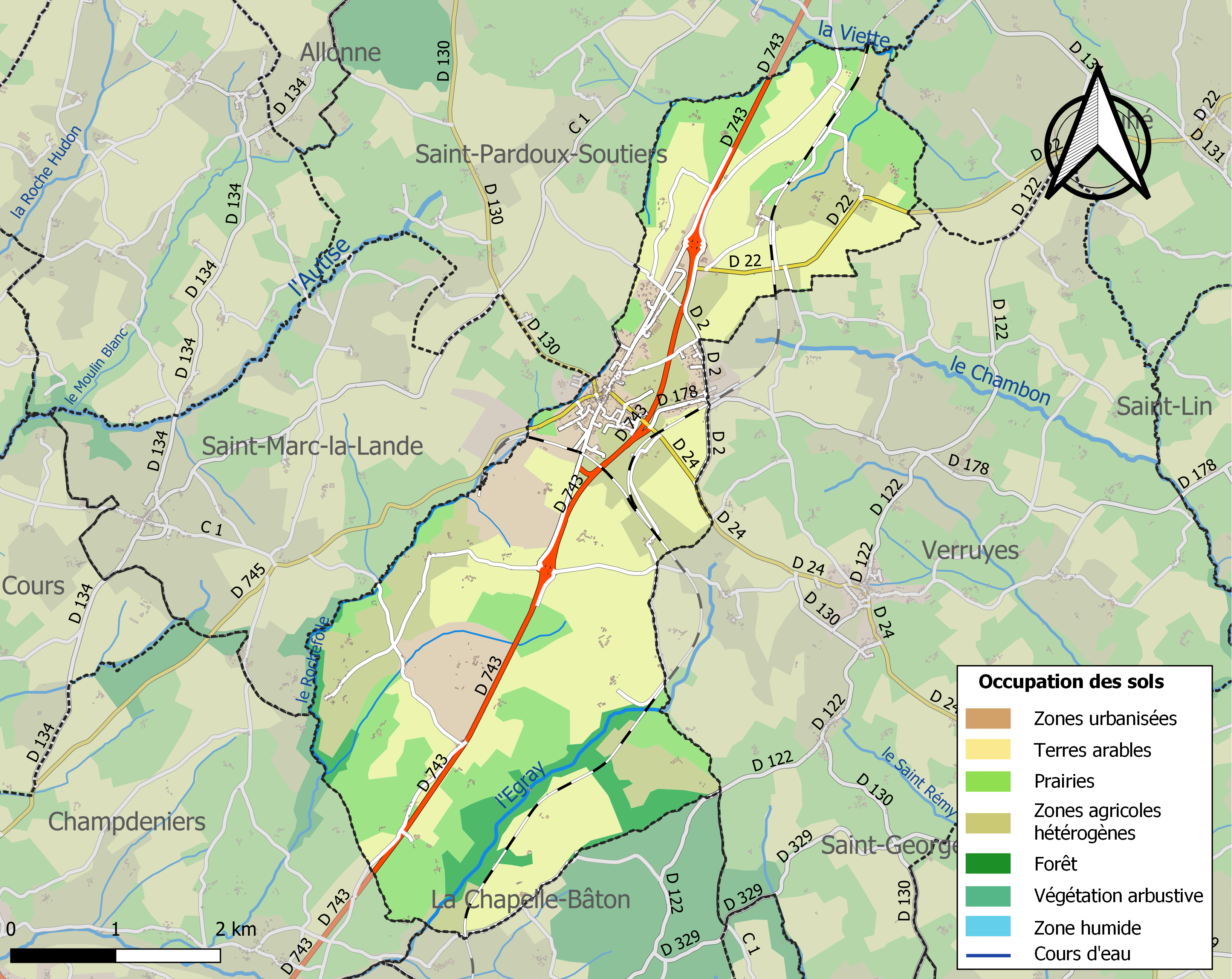
Carte des infrastructures et de l'occupation des sols de la commune en 2018 (CLC).

### Risques majeurs
Le territoire de la commune de Mazières-en-Gâtine est vulnérable à différents aléas naturels : météorologiques (tempête, orage, neige, grand froid, canicule ou sécheresse), mouvements de terrains et séisme (sismicité modérée). Il est également exposé à un risque technologique, le transport de matières dangereuses, et à un risque particulier : le risque de radon. Un site publié par le BRGM permet d'évaluer simplement et rapidement les risques d'un bien localisé soit par son adresse soit par le numéro de sa parcelle.

#### Risques naturels

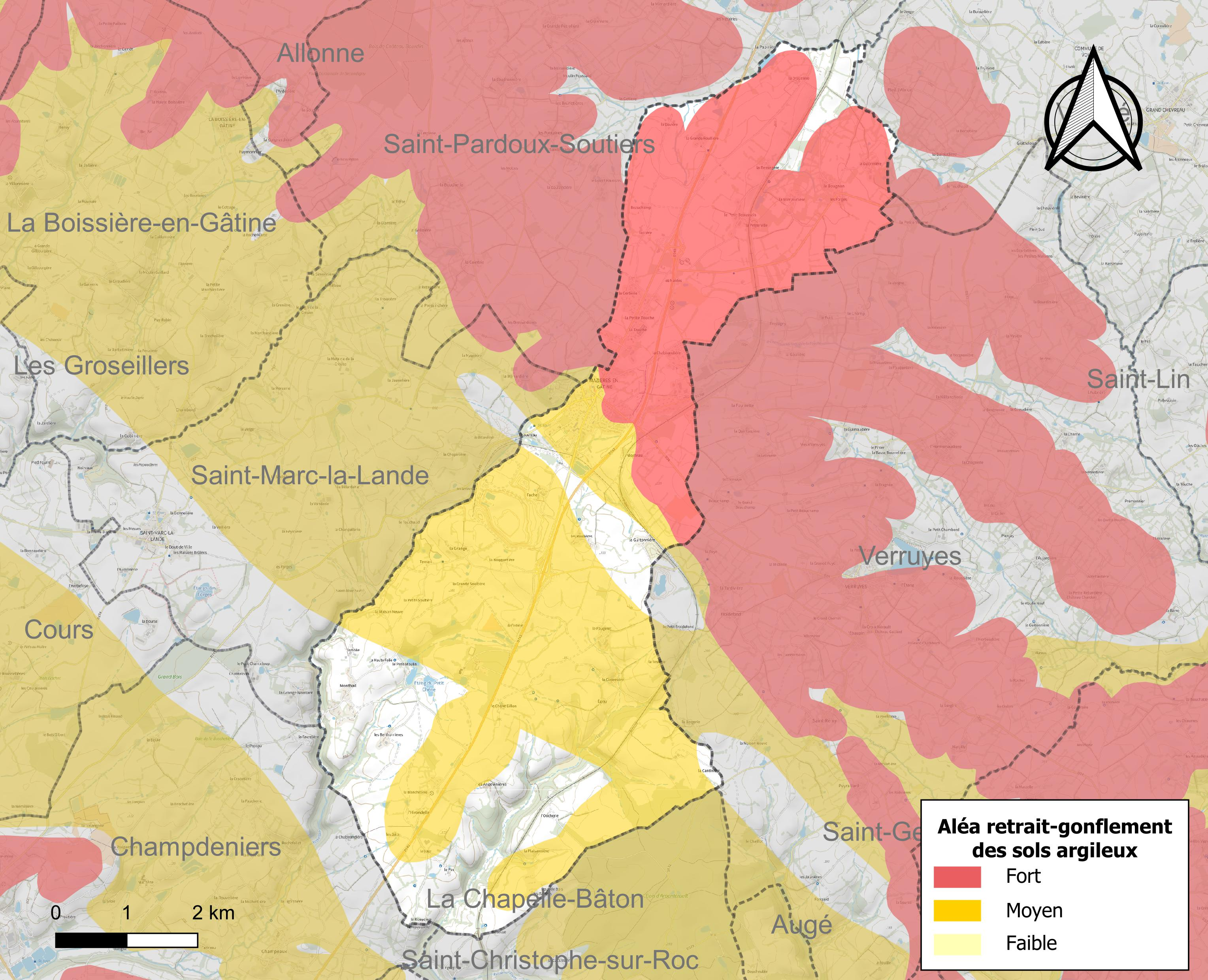
Carte des zones d'aléa retrait-gonflement des sols argileux de Mazières-en-Gâtine.

Les mouvements de terrains susceptibles de se produire sur la commune sont des tassements différentiels. Le retrait-gonflement des sols argileux est susceptible d'engendrer des dommages importants aux bâtiments en cas d’alternance de périodes de sécheresse et de pluie. 75,8 % de la superficie communale est en aléa moyen ou fort (54,9 % au niveau départemental et 48,5 % au niveau national). Depuis le 1er octobre 2020, en application de la loi ELAN, différentes contraintes s'imposent aux vendeurs, maîtres d'ouvrages ou constructeurs de biens situés dans une zone classée en aléa moyen ou fort,.
La commune a été reconnue en état de catastrophe naturelle au titre des dommages causés par les inondations et coulées de boue survenues en 1982, 1983, 1999 et 2010, par la sécheresse en 1989 et 1992 et par des mouvements de terrain en 1999 et 2010.

#### Risque particulier
Dans plusieurs parties du territoire national, le radon, accumulé dans certains logements ou autres locaux, peut constituer une source significative d’exposition de la population aux rayonnements ionisants. Selon la classification de 2018, la commune de Mazières-en-Gâtine est classée en zone 3, à savoir zone à potentiel radon significatif.

## Histoire
Mazières-en-Gâtine a pour origine un ancien village gaulois, puis gallo-romain ravagé durant les invasions barbares.
Au Moyen Âge, les seigneurs de Mazières étaient les vassaux des seigneurs de Verruyes, qui eux-mêmes dépendaient des seigneurs de Parthenay (Parthenay L'Archevêque). À la Renaissance, la seigneurie de Mazières-en-Gâtine dépendait des comtes de Breuillac. Ces derniers y édifièrent le château du Petit-Chêne. La commune, en limite sud de la Vendée militaire, fut en partie incendiée durant les guerres de Vendée.

### AuXIXesiècle
Longtemps très isolée, surpeuplée et pauvre (la terre est couverte d'ajoncs et de bruyères rendant impossible son exploitation), la commune n'a commencé son essor économique et social qu'au cours de la seconde moitié du XIXe siècle grâce à la création de routes la reliant aux villes de Parthenay, Saint-Maixent et Niort. Jusqu'alors seuls des chemins mal entretenus reliaient la région au monde extérieur. Les communications sont aussi facilitées par l'arrivée du télégraphe électrique en 1866. La mécanisation agricole commence elle aussi, la première moissonneuse utilisée sur le territoire de la commune l'est en 1875, les premières machines à battre et faucheuses mécaniques font leur apparition dans la dernière décennie du XIXe siècle.
En 1881, le désenclavement de la commune s'est poursuivi avec la ligne de chemin de fer Paris-Bordeaux : 4 ans après l'ouverture de la ligne, le village expédie du beurre et 30 tonnes de pommes (qui auparavant servaient à nourrir les cochons) vers Paris et Bordeaux.
Les conflits nationaux touchent également la commune : plusieurs habitants sont ainsi tués durant la guerre franco-prussienne.

## Héraldique
| Blason | Blasonnement : D'argent au sautoir bretessé de gueules chargé d'une losange de sable et cantonné de quatre coquilles de même. Commentaires : Armoiries de Mazières-en-Gâtine. |

## Administration
| Période | Période  | Identité                      | Étiquette | Qualité                                   |
| ------- | -------- | ----------------------------- | --------- | ----------------------------------------- |
| 1848    | 1871     | Louis Pierre Hyacinthe Pouzet | -         | Notaire                                   |
| 1879    | 1905     | Eugène Proust                 |           |                                           |
| 1905    | 1925     | Charles Verriet de Litardière | -         | Médecin                                   |
| 1925    | 1934     | Auguste Bouet                 |           |                                           |
| 1934    | 1945     | Émile Dupont                  |           |                                           |
| 1945    | 1971     | Jacques Réyé                  |           |                                           |
| 1971    | 2001     | Jean Cantet                   | SE        | Fonctionnaire des PTT                     |
| 2001    | 2014     | Nicole Fortuné                | SE        | Infirmière libérale (retraitée)           |
| 2014    | 2020     | Alain Clairand                | SE        | Agent d'Assurance (retraité)              |
| 2020    | En cours | Jacques Fradin                | SE        | Gérant de Commerce Alimentaire (retraité) |

## Démographie
À partir du XXIe siècle, les recensements réels des communes de moins de 10 000 habitants ont lieu tous les cinq ans. Pour Mazières-en-Gâtine, cela correspond à 2004, 2009, 2014, etc. Les autres dates de « recensements » (comme 2006, etc.) sont des estimations légales. En 1881, le chiffre de la population intègre 855 ouvriers employés à la construction de la ligne de chemin de fer.
| 1793 | 1800 | 1806 | 1821 | 1831 | 1836 | 1841 | 1846 | 1851 |
| ---- | ---- | ---- | ---- | ---- | ---- | ---- | ---- | ---- |
| 584  | 605  | 681  | 711  | 782  | 826  | 835  | 922  | 992  |

| 1856 | 1861 | 1866 | 1872 | 1876  | 1881  | 1886  | 1891  | 1896  |
| ---- | ---- | ---- | ---- | ----- | ----- | ----- | ----- | ----- |
| 930  | 957  | 952  | 987  | 1 044 | 1 941 | 1 188 | 1 172 | 1 146 |

| 1901  | 1906  | 1911  | 1921  | 1926  | 1931  | 1936  | 1946 | 1954  |
| ----- | ----- | ----- | ----- | ----- | ----- | ----- | ---- | ----- |
| 1 166 | 1 157 | 1 167 | 1 033 | 1 075 | 1 018 | 1 032 | 912  | 1 004 |

| 1962 | 1968 | 1975 | 1982 | 1990 | 1999 | 2004 | 2006 | 2009 |
| ---- | ---- | ---- | ---- | ---- | ---- | ---- | ---- | ---- |
| 935  | 902  | 894  | 948  | 874  | 874  | 914  | 972  | 970  |

| 2014 | 2019  | 2022  | - | - | - | - | - | - |
| ---- | ----- | ----- | - | - | - | - | - | - |
| 990  | 1 026 | 1 028 | - | - | - | - | - | - |

## Économie
L'économie de la commune reste essentiellement tournée vers la terre (élevage, lait, arboriculture…), toutefois le village abrite un certain nombre d'activités industrielles, artisanales et commerciales. Le tourisme vert tend également à se développer.
À la sortie sud du village se trouve une importante carrière exploitant principalement de la diorite utilisée pour l'empierrement et l'entretien des routes et voies de chemins de fer. Cette carrière extrait chaque année 1 000 000 tonnes de pierres en moyenne. Cette entreprise qui fait partie d'Eurovia (Groupe Vinci) est le principal employeur de la commune.
La commune abrite également quelques PME liées au transport de marchandises, liées à l'agriculture (fabrication d'alimentation animale, matériel pour l'élevage), une société de chaudronnerie industrielle, une société de serrurerie / métallerie, deux imprimeries, une PME d'aménagement de magasins, ainsi qu'un centre régional de gestion Manpower.
Des entreprises artisanales (maçonnerie, électricité, menuiserie, espaces verts...) sont également présentes.
Quelques commerces se sont maintenus et se développent : une supérette multi services (boucherie-charcuterie, primeurs, pressing), un tabac-presse-Loto-PMU, une boulangerie-pâtisserie, un magasin de produits alimentaires locaux, des restaurants et bars, un club libertaire, un pro-shop au golf du Petit-Chêne.
D'autres services sont également présents : auto-école, chambres d'hôtes, pompes funèbres, salons de coiffure, agent d'assurances, banque, taxis, stations services et garages (concessionnaires automobiles), auxquels il convient d'ajouter un bureau postal, intégré à la nouvelle mairie.
La commune abrite également une gendarmerie, un centre de secours, une école maternelle, une école primaire, un collège, un centre médico-social, une bibliothèque et une école de musique.
Enfin une maison de santé assure la présence sur la commune de médecin généraliste, infirmiers, podologue, dentiste, masseurs-kinésithérapeutes, psychologue, ostéopathe, diététicien, orthopédiste. D'autres professionnels de la médecine exercent par ailleurs en cabinet libéral sur la commune (généraliste, dentiste, etc.). Une pharmacie est également implantée aux abords de la maison de santé.
À noter que le tissu associatif est particulièrement développé et varié.

## Équipements et services
- Golf du Petit Chêne : parcours de golf (18 trous par 72 – 6 021 m + 6 trous Pitch & Putt par 18 – 400 m) et practice de 30 postes (dont 12 couverts). Entourant le château du Petit Chêne, le terrain de golf est situé à 3 km du village en direction de Niort.

## Lieux et monuments
- Église Saint-Barnabé de Mazières-en-Gâtine.
- Les Restes d'une voie romaine "Chemin des Chaussée", partent de Périgueux et de Limoges pour rejoindre Nantes (plein nord-ouest) en traversant la Gâtine. Cette voie fut créée au IIIe siècle sous l’empereur Tetricus. Aujourd'hui cette ancienne voie romaine est essentiellement la D 2, route entre la gare et l’intersection de l’ancien et du nouveau tracé (3 voies) de la  D743. Elle se termine quelque 200 mètres plus loin, entre la Lière à droite et la Gerberie à gauche et se prolonge en chemin de terre jusqu’à la commune de Saint-Pardoux (Deux-Sèvres).

Elle suit la ligne des crêtes qui constitue la ligne de séparation de deux bassins versants : celui de la Loire au nord, celui de la Sèvre Niortaise et de la Charente au sud. Selon la tradition locale, cette ligne de crête constituerait un barrage aux orages qui ne la franchiraient que rarement. Pendant des siècles, les pèlerins de Saint-Jacques-de-Compostelle l’empruntèrent.

### Patrimoine architectural
- Au Parc du château de la Ménardière : le lavoir (rue de la Fontaine), un des derniers béliers hydrauliques encore en état de fonctionnement (modèle Bollée installé en 1877 dans le parc du château de la Ménardière).
- Le château du Petit Chêne (transformé à la fin du XIXe siècle en style Louis XIII) et son belvédère. Un incendie a détruit le château le 5 mars 2016. Des travaux sont entrepris pour sa reconstruction et sa transformation en hôtel de luxe (avril 2019), l'Alexandra Golf Resort Palace.

## Personnalités liées à la commune
- Léopold Goirand (1845-1926), homme politique né à Melle. Député puis sénateur des Deux-Sèvres, maire du 1er arrondissement de Paris, il a partagé son temps entre Paris et le château du Petit Chêne, dont il était propriétaire depuis 1890. Il est à l'origine de la loi de 1894 permettant aux femmes mariées de disposer librement du fruit de leur travail.
- René Verriet de Litardière (1888-1957), botaniste né à Mazières. Son herbier relatif à la flore de la Corse est exposé au Conservatoire et Jardin Botanique de Genève.
- Roger Thabault (1895-1979), pédagogue et sociologue né à Mazières, a publié une monographie portant sur l'évolution de la commune. Le collège de Mazières-en-Gâtine porte son nom.
- Hamlaoui Mekachera, ministre délégué aux anciens combattants (2002-2007).
- Jean-Marie Morisset (1947), conseiller général du canton de Mazières-en-Gâtine (1988-2015), président du conseil général des Deux-Sèvres (2000-2008), député (1997-2012) puis sénateur des Deux-Sèvres (2014-2020), conseiller municipal (premier adjoint) de Mazières-en-Gâtine (2014-2020).
- Xavier Pillac (1976), guitariste de blues est originaire de Mazières-en-Gâtine, où il a passé toute sa jeunesse.

## Jumelages
La commune est jumelée avec Lesna Podlaska ( Pologne).
Le canton de Mazières-en-Gâtine est jumelé avec Janow Podlaski ( Pologne) depuis 1997 et Agou-Yiboe ( Togo).